# Le Fourgon vert
Pour plus de détails, voir Fiche technique et Distribution.
Le Fourgon vert (en russe : Зелёный фургон, Zelyonyy furgon) est un film soviétique en deux épisodes réalisé par Aleksander Pavlovski en 1983 adapté du seul roman d'Alexandre Kazatchinski (ru), paru en 1938. Il s'agit de la seconde adaptation, le premier Fourgon vert, en noir et blanc, est sorti en 1959.

## Synopsis
L'histoire se déroule dans les faubourgs d'Odessa après la révolution russe. Un certain bandit "Tcherven" terrorise la ville. Volodia Patrikeev, fils du professeur et idéaliste à peine sorti de l’adolescence rêve de combattre les ennemis du régime communiste. Il se présente au chef de la milice locale afin d’intégrer le service de répression du banditisme. Mais il est envoyé dans la banlieue démêler les petites affaires sans importance. Il a sous ses ordres un inspecteur du nom de Grichtchenko qui occupe son post depuis longtemps et connait le coin comme sa poche. C'est un homme de terrain et paysan dans l'âme, l'exercice de sa fonction relève de la pure improvisation. Effaré, Patrikeev constate que Grichtchenko rend aux habitants locaux "pour l'usage pour un certain temps" l'alcool saisi dans les distilleries clandestines, non pas pour contourner la loi, mais pour que le produit ne se perd pas. Son autre inspecteur Victor Chestakov est un autodidacte, un homme réservé et courageux. Avec Grichtchenko, le premier jour de leur collaboration, ils se font voler le fourgon vert qui sert pour tous les déplacements de leur brigade. Patrikeev est contraint d'arrêter pour ce vol l'un de ses camarades d'école, un certain "Krasavtchik" qu'il affrontait dans le temps sur le terrain de football et qui à cause de ce détail lui est d'autant plus sympathique. "Krasavtchik" s'évade. En le poursuivant, Patrikeev finira par tomber sur la planque de "Tcherven" et découvrir derrière ce surnom quelqu'un qu'il connaissait depuis longtemps.

## Fiche technique
- Production : Studio d'Odessa
- Réalisation : Aleksander Pavlovski
- Scénario : Igor Chevtsov
- Caméraman : Victore Kroutine, Aleksander Tchoubarov
- Décors : V.Maluguin
- Musique : Maxime Dounaïevski
- Ingénieur du son : Joseph Goldman
- Costumes : Tatiana Tarova
- Monteurs : Inna Tchausskaya
- Genre : Comédie, Film d'aventure
- Langue : russe
- Durée : 137 min.
- Pays : Russie/URSS
- Sortie : 1983

## Distribution
- Dmitri Kharatian : Volodia Patrikeev
- Borislav Brondukov : inspecteur Grichtchenko
- Aleksandre Soloviov : "Krasavtchik"
- Alexandre Demianenko : Victor Prokofievitch Chestakov
- Regimantas Adomaitis : Aleksandre Ermakov dit "Tcherven"
- Constantin Grigoriev : chef de la milice
- Eduard Martsevitch : professeur Patrikeev
- Victor Ilitchev : Fedka "Bik"
- Ekaterina Dourova : "Katka Zhar"
- Armen Djigarkhanian : le narrateur (voix off)
- Lev Perfilov : rabatteur de la bande